# 교회적 공동체
교회적 공동체(라틴어: Ecclesial Communities)는 가톨릭교회에서 정의하는 ‘교회(敎會, Ecclesia)’의 조건에 부합하지 않는 기독교 단체를 일컫는 용어이다. 가톨릭교회에서는 진정한 의미의 ‘교회’라는 용어를 사용할 수 있는 것은 칠성사를 온전히 유지하고, 특히 성품성사에서 사도 계승을 보존하고 있는 공동체들뿐이라고 보고 있다.
또한 가톨릭교회와 비록 완전한 친교를 이루고 있지 않고 갈라져 있기는 하지만, 성사를 모두 온전히 보존하고 있고, 특히 사도 계승의 힘으로 사제직과 성찬례를 지니고 있어 밀접하게 결합되어 있다는 이유를 들어 동방 정교회와 오리엔트 정교회 등의 동방 교회들 역시 가톨릭교회와 마찬가지로 교회라는 용어로 불릴 수 있다고 보고 있다. 따라서, 가톨릭교회에서 동방 교회들은 ‘개별 교회들(Ecclesiae particulares)’ 또는 ‘지역 교회들(Ecclesiae locales)’이라는 이름으로 불리며, 개별 가톨릭교회의 자매 교회들(Ecclesiae sorores)로 불린다.
그러나 16세기 소위 종교개혁에서 생겨난 서방 교회의 일부 공동체들인 개신교에 대해서는 가톨릭교회의 시각에서 볼 때, 성품성사에서 사도 계승을 잇고 있지 않아 교회를 이루는 본질적인 요소가 결여되어 있고, 특히 직무 사제직이 없는 까닭에 성찬 신비의 참되고 완전한 실체를 보존하고 있지 않으므로, 가톨릭 교리에 따라 고유한 의미에서 ‘교회들’이라고 불릴 수 없다고 보고 있다. 따라서 가톨릭교회에서는 이들 개신교 교파들을 교회가 아니라 교회적 공동체라고 부르고 있다. 성공회 역시 여기에 포함되는데, 가톨릭교회는 성공회의 성직 서품은 물론 성찬례의 유효성에 대해서 인정하지 않으며, 완전히 무효라고 선언하였다. 1896년 교황 칙서 《사도의 관심에 관하여 (Apostolicae Curae)》를 통해 이 같은 가톨릭교회의 입장은 최종적으로 확정되었다.